# Ein X für ein U vormachen
Die Redewendung Jemandem ein X für ein U vormachen bedeutet, dass man jemanden täuscht oder betrügt.
Ihren Ursprung hat diese Redewendung in den römischen Zahlen, bei denen Buchstaben für Zahlen stehen. So kann der Buchstabe V, der für die Zahl 5 steht, durch Verlängerung der Striche nach unten zum Buchstaben X umgeschrieben werden. Dieser steht wiederum für die Zahl 10, so dass eine (vermeintliche) Verdoppelung der Zahl entsteht. Der heutige Buchstabe U stammt vom V des lateinischen Alphabets ab, was die heutige Form der Redewendung erklärt.
Die Redewendung wird auf solche Manipulationen in betrügerischer Absicht u. a. bei Geldverleihern und Gastwirten zurückgeführt.